# Eukoenenia hispanica
Espèce
Synonymes
- Koenenia hispanica Peyerimhoff, 1908

Eukoenenia hispanica est une espèce de palpigrades de la famille des Eukoeneniidae.

## Distribution
Cette espèce est endémique d'Aragon en Espagne. Elle se rencontre dans la grotte Cueva del Molino dans la vallée de Bió.

## Description
Le mâle holotype mesure 2 mm.

## Étymologie
Son nom d'espèce lui a été donné en référence au lieu de sa découverte, l'Hispanie.

## Publication originale
- Peyerimhoff, 1908 : Biospeologica VIII. Palpigradi. Archives de zoologie expérimentale et générale, sér. 4, vol. 9, no 3, p. 189-193 (texte intégral).